# 미디언
미디언(Mideon, 1969년 12월 26일 ~ )은 1989년 프로레슬링에 입문한 미국의 남자 프로레슬링선수며 키는 190cm(6 ft 3 in)에다가 몸무게는 131kg(288 lb)이다. 링네임은 1992년 ~ 1994년까지 텍스 슬레진져(Tex Slazenger)였고, 1995년 ~ 1996년까지 헨리 갓윈(Henry Godwinn)이었다. WWF 링네임은 1996년 ~ 1998년까지 피니어스 아이 갓윈(Phineas I. Godwinn)이었고, 1999년 ~ 2000년까지 미니스트리 오브 다크니스라는 곳에 들어오면서 미디언(Mideon)이라는 링네임을 사용했다. 본명은 데니스 나이트(Dennis Knight)다. 그리고 피니쉬는 아이 오프너/슬랍 드롭/프라블럼 솔벌(인버티드 디디티) 행맨즈 넥브레이커, 일렉트릭 체어 수플렉스를 사용한다.

## Professional wrestling highlights
- Finishing moves
  - Electric chair suplex
  - Eye Opener / Slop Drop / Problem Solver (Inverted DDT)
  - Hangman's neckbreaker
- Signature moves
  - Diving double axe handle
  - Gutwrench powerbomb
  - Pumphandle hip toss followed by knee drop
  - Snap DDT

- With Henry O. Godwinn
  - Double Slop Drop (Double inverted DDT)

- Managers
  - Hillbilly Jim
  - Paul Bearer
  - Sunny

## 수상
- CWF 월드 태그팀웨이트 챔피언 (1회) - 점보 바레타
- IPW 월드 하드코어웨이트 챔피언 (1회)
- FSPW 월드 하드코어웨이트 챔피언 (1회)
- USWA 월드 헤비웨이트 챔피언 (1회)
- WWF 월드 유로피언웨이트 챔피언 (1회)
- WWF 월드 태그팀웨이트 챔피언 (2회) - 헨리 오 갓윈